# Cemitério dos Olivais
Der Cemitério dos Olivais ist ein städtischer Friedhof in der portugiesischen Hauptstadt Lissabon. Er befindet sich am östlichen Rand der Siedlung Olivais Sul in der Stadtgemeinde Olivais.

## Geschichte
Der Friedhof erstreckt sich vom Kreuzungsbereich der beiden Hauptverkehrsstraßen Avenida de Pádua und Avenida Cidade de Luanda in nordöstlicher Richtung. An dieser Stelle wurde Ende des 17. Jahrhunderts von den Franziskanern der Convento de São Cornélio gegründet. 1906 erwarb die Câmara Municipal von Lissabon das Terrain. Im Zuge der Bebauung der Neubausiedlung Olivais Sul erstellte 1959 der Landschaftsarchitekt Gonçalo Ribeiro Telles die Rahmenplanung für den Friedhof. Im Dezember 2002 wurde dort das zweite Krematorium Lissabons in Betrieb genommen.

## Gräber bekannter Persönlichkeiten (Auswahl)
- Lauro António (1942–2022), Filmregisseur
- Paulo Gaio Lima (1961–2021), Musiker und Musikpädagoge
- Jorge Sousa Costa (1928–2021), Schauspieler
- Dina (1956–2019), Sängerin
- Zé Pedro (1956–2017), Musiker, Gitarrist der Rockband Xutos & Pontapés
- João Lobo Antunes (1944–2016), Hirnchirurg und Hochschullehrer, älterer Bruder von António Lobo Antunes
- Maria Isabel Barreno (1939–2016), Schriftstellerin und Frauenrechtlerin
- João Ribas (1965–2014), Musiker, Sänger der Punkbands Censurados und Tara Perdida
- Bruno Simões (1971–2012), Schauspieler
- Vítor Alves (1935–2011), Hauptmann der Nelkenrevolution vom 25. April 1974
- José Mensurado (1931–2011), Journalist
- António Feio (1954–2010), Schauspieler, Komiker und Regisseur
- Rosa Lobato Faria (1932–2010), Schriftstellerin und Schauspielerin
- Francisco Ribeiro (1965–2010), Musiker
- João Bénard da Costa (1935–2009), Filmkritiker, Hochschullehrer und Autor
- Raul Solnado (1929–2009), Schauspieler, Theaterintendant und Komiker
- Henrique Viana (1936–2007), Schauspieler